# Vinil (radical)

Estrutura química do grupo vinil

Etenil(a,o) [carece de fontes?] ou vinil(a,o) é um radical derivado do hidrocarboneto eteno (CH2=CH2) pela retirada de um átomo de hidrogênio. O nome "vinil" deriva da palavra "vinho", através do álcool vinílico.
Apresenta formula CH2=CH- 

## Exemplos
A maioria dos compostos são monômeros:
- Cloreto de vinila
- Acetato de vinila